# Lleyton Hewitt
Pour les articles homonymes, voir Hewitt.
Lleyton Gylnn Hewitt, né le 24 février 1981 à Adélaïde, est un joueur de tennis australien. Professionnel de 1998 à 2016, il a remporté 30 titres en simple sur le circuit ATP, dont l'US Open en 2001, Wimbledon en 2002 ainsi que les Masters lors de ces deux saisons.
Il a détenu de 2001 à 2022 le record du plus jeune numéro un mondial de l'histoire du tennis à 20 ans, record battu par Carlos Alcaraz qui devint numéro un mondial à 19 ans et 4 mois. Il achève les saisons 2001 et 2002 à la tête du classement ATP. Il a également remporté la Coupe Davis en 1999 et 2003 avec l'équipe d'Australie dont il devient le capitaine en 2016. Lauréat de trois titres en double, il a notamment remporté l'US Open en 2000 avec Max Mirnyi.
Depuis 2018, il joue occasionnellement en double.

## Biographie
Lleyton Hewitt est le fils de Glynn Hewitt, joueur de football australien, et de Cherilyn, joueuse professionnelle de netball.
Il a eu comme entraîneurs successifs Peter Smith (janvier 1997 – décembre 1998), Darren Cahill (décembre 1998 – décembre 2001), Jason Stoltenberg (décembre 2001 – juin 2003) puis Roger Rasheed avec lequel il collabore pendant plus de trois ans (juin 2003 – janvier 2007). En janvier 2007, il prépare l'Open d'Australie en compagnie de Scott Draper, puis après quelques mois sans entraîneur, il s'adjoint les services de Tony Roche (juillet 2007 – août 2009). Il fait ensuite équipe avec Nathan Healey (août 2009 – août 2010), Brett Smith (août 2010 – novembre 2010), puis retrouve Tony Roche qui l'accompagne jusqu'à la fin de sa carrière en janvier 2016. Il fait également équipe avec Peter Luczak à partir de 2013 qui fait office de partenaire d'entraîment, ainsi que Jaymon Crabb.
Lleyton Hewitt a été sponsorisé par Nike jusqu'au début de l'année 2005, puis par la marque Yonex.

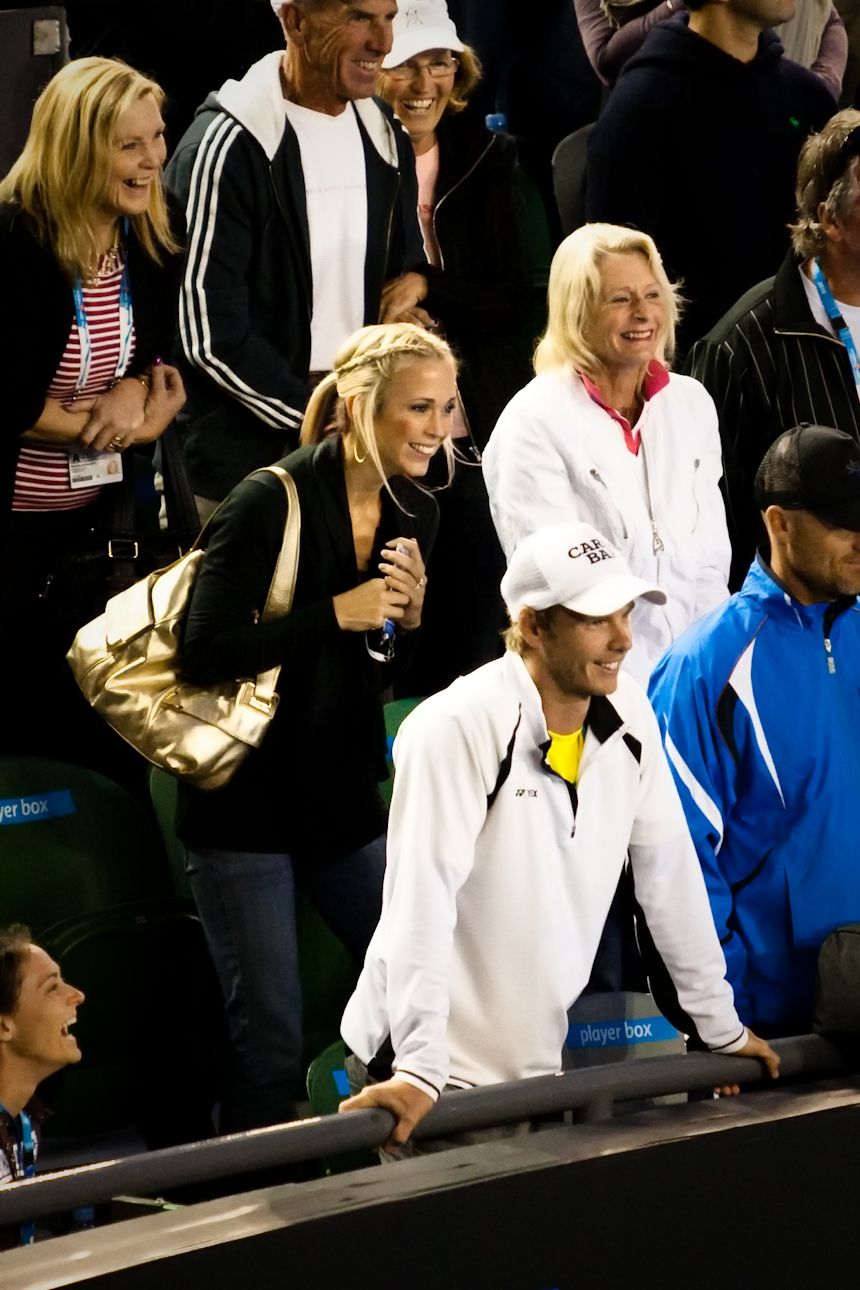
Rebecca Cartwright (au centre), son épouse.

Après avoir été fiancé à la joueuse de tennis belge Kim Clijsters, il est marié à l'actrice australienne Rebecca Cartwright. Il a eu avec elle une petite fille prénommée Mia Rebecca (née le 29 novembre 2005), un fils nommé Cruz (né le 11 décembre 2008) et un troisième enfant (né le 23 octobre 2010), une fille prénommée Ava. Ils résident à Melbourne.

## Carrière

### 1997-1999: Les débuts
Lleyton Hewitt participe à son premier tournoi du Grand Chelem en Australie en 1997 à 15 ans. Plus jeune joueur de l'histoire du tournoi à sortir des qualifications, il y est éliminé dès le premier tour par Sergi Bruguera.
Hewitt commence sa carrière professionnelle en 1998. En remportant le tournoi d'Adélaïde, dans sa ville natale, il devient, à 16 ans et 10 mois, le joueur le plus mal classé (550e mondial) à remporter un titre ATP, record qu'il conserve plus de 26 ans durant jusqu'au triomphe de Marin Čilić à Hangzhou en 2024, alors que ce dernier pointait à la 777ème place.
En 1999, il remporte à Delray Beach le deuxième titre de sa carrière (le seul sur terre battue jusqu’en 2009) et atteint trois autres finales (Adélaïde, Scottsdale et Lyon). Il atteint le 3e tour à Wimbledon et à l'US Open et finit l'année à la 22e place mondiale.

### 2000: La révélation
Lleyton Hewitt réalise un très bon début de saison avec trois nouveaux titres à Adelaïde, Sydney et Scottsdale. Il brille enfin en Grand Chelem et en Masters Series avec un huitième de finale en Australie et une demi-finale à Miami.
Son niveau se maintient sur terre battue, où il atteint les demi-finales à Rome et les huitièmes à Roland-Garros.
Il crée la sensation au Tournoi du Queen's en battant en finale le maître du gazon Pete Sampras. Malgré cela, il est battu dès le 1er tour à Wimbledon par l'Américain Jan-Michael Gambill.
L'Australien rallie le dernier carré d'un tournoi majeur pour la première fois de sa carrière à l'US Open. Son parcours est stoppé par Pete Sampras en demi-finale en trois manches serrées.
Il atteint ensuite sa première finale de Masters Series à Stuttgart, où il est battu par Wayne Ferreira. Ses bons résultats lui permettent de participer aux Masters, une première pour lui. Malgré une belle victoire sur Pete Sampras, il est éliminé dès la phase de poules et termine l'année à la 7e place mondiale.

### 2001: La consécration
Malgré un nouveau titre à Sydney de bon augure, Lleyton Hewitt est éliminé au 3e tour en Australie par Carlos Moyà, ancien vainqueur à Roland-Garros trois ans plus tôt. Il réalise ensuite une bonne saison américaine avec des demi-finales à Indian Wells et Miami.
Il prouve une nouvelle fois sa polyvalence en atteignant les demi-finales à Hambourg et les quarts de finale à Roland-Garros où il est finalement stoppé par Juan Carlos Ferrero.
Après avoir remporté deux nouveaux titres sur gazon au Queens et à Bois-le-Duc, Hewitt arrive confiant à Wimbledon. Il est cependant éliminé en 1/8 de finale par Nicolas Escudé.
Une demi-finale à Cincinnati ne suffit pas à faire de lui l'un des favoris de l'US Open. Pourtant, après des victoires sur Andy Roddick et Ievgueni Kafelnikov, il se qualifie pour sa première finale de Grand Chelem. Là, il domine aisément et contre toute attente le finaliste sortant et ancien quadruple champion Pete Sampras (7-64, 6-1, 6-1). C'est son premier titre en Grand Chelem à tout juste 20 ans.
Avec une demi-finale à Stuttgart et un titre à Tokyo, Hewitt se lance dans la course finale à la 1re place mondiale. En remportant tous ses matchs aux Masters pour finalement remporter le titre face à Sébastien Grosjean, il devient à 20 ans le plus jeune numéro 1 mondial de l'Histoire et est logiquement élu meilleur joueur de l'année.

### 2002: Numéro 1 mondial
Lleyton Hewitt va rester numéro 1 mondial du début à la fin de la saison, une première depuis Pete Sampras en 1997.
Grand favori, Hewitt subit une lourde désillusion en étant éliminé dès le 1er tour en Australie. Après un titre à San José, il remporte le premier Masters Series de sa carrière à Indian Wells face à Tim Henman.
La saison sur terre battue est mitigée avec un quart de finale à Hambourg et un 1/8 de finale à Roland-Garros. Après sa troisième victoire consécutive au Queens, il est le grand favori de Wimbledon. Après un quart de finale difficile face au Néerlandais Sjeng Schalken, il se hisse en finale où il domine facilement la révélation surprise du tournoi David Nalbandian (6-1, 6-3, 6-2). C'est son deuxième titre en Grand Chelem.
Il se hisse en finale à Cincinnati et commence l'US Open en tant que grand favori. Après des matchs difficiles contre James Blake et Younès El Aynaoui, il est finalement stoppé par Andre Agassi en demi-finale.
Hewitt assoit encore un peu plus sa domination avec une finale à Bercy mais surtout une nouvelle victoire aux Masters après des victoires difficiles face à Roger Federer et Juan Carlos Ferrero en demi-finale puis en finale.

### 2003: la chute
Lleyton Hewitt ne parvient toujours pas à briller à Melbourne, où il est éliminé dès les huitièmes de finale, mais se rattrape en conservant son titre à Indian Wells.
Hewitt réalise ensuite une saison sur terre battue très moyenne, avec notamment une défaite au 3e tour de Roland-Garros qui lui fait perdre sa 1re place mondiale après 80 semaines passées au sommet du classement ATP.
Les contre-performances s'enchaînent : tenant du titre, il est éliminé dès le 1er tour à Wimbledon. Après une mauvaise tournée américaine (qui prépare le Grand Chelem de Flushing Meadows), il sauve l'honneur avec un quart de finale à l'US Open, ce qui ne lui permet pas cependant de participer aux Masters en fin d'année. Il finit la saison à la 17e place mondiale.

### 2004: la reconquête

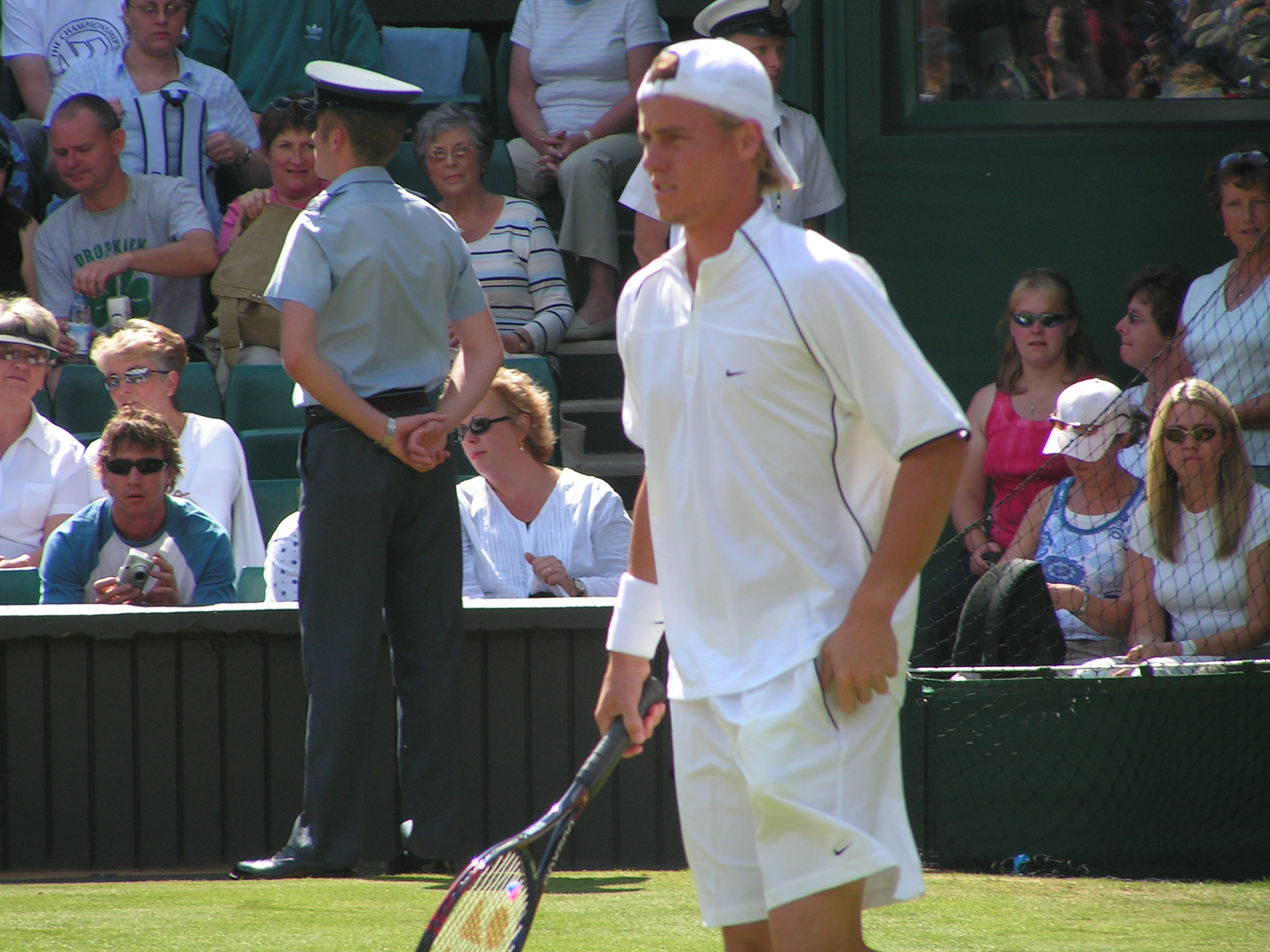
Lleyton Hewitt à Wimbledon 2004.

Lleyton Hewitt réalise un bon début de saison avec deux titres à Sydney et Rotterdam et un 1/8 de finale à Melbourne. Mais toujours pas de quoi réintégrer le top 10.
Le déclic a lieu sur terre battue. Hewitt atteint les demi-finales à Hambourg et les quarts de finale à Roland-Garros.
Lors d'un très bel été, il atteint les quarts de finale à Wimbledon, où il est finalement stoppé par Roger Federer, se hisse en finale à Cincinnati et remporte les tournois de Washington et de Long Island.
Il arrive à l'US Open en tant qu’outsider. Il se hisse alors en finale sans perdre le moindre set, mais il ne peut alors rien faire face à un incroyable Roger Federer (6-0, 7-63, 6-0). Cette très belle performance lui permet de participer aux Masters. Il parvient alors à se qualifier pour la finale où il est sèchement battu (6-3, 6-2) par le nouveau maître incontesté du tennis mondial, Roger Federer. Il finit l'année à la 3e place mondiale.

### 2005: Dans le top 5
Vainqueur à Sydney, Hewitt parvient enfin à briller à Melbourne. Porté par son public, il remporte 2 matchs en 5 sets, en 1/8 de finale face au jeune Rafael Nadal (alors qu’il est mené 2 sets à 1) et en quart de finale face à David Nalbandian (10-8 dans le 5e set). Après avoir sorti Andy Roddick en demi-finale, il affronte Marat Safin, tombeur de Roger Federer, en finale. Il remporte le premier set mais finit par s'incliner (1-6, 6-3, 6-4, 6-4).
Deux mois plus tard, il atteint la finale à Indian Wells mais perd contre Federer. Ce beau début de saison lui permet de s'imposer comme le dauphin de Roger Federer et ce jusqu’en juillet.
Après avoir manqué la saison sur terre battue, Hewitt se qualifie pour les demi-finales de Wimbledon en bénéficiant d'un tableau assez facile. Il s'incline finalement contre ce même Roger Federer.
Après une demi-finale à Cincinnati, Hewitt fait partie des favoris de l'US Open. Il bat difficilement Taylor Dent puis Jarkko Nieminen en quart de finale avant d'être dominé en demi-finale par Roger Federer pour la neuvième fois consécutive, la cinquième en Grand Chelem.
En fin d'année, Hewitt renonce à participer aux Masters à cause de la grossesse de sa femme, qui donne naissance le 29 novembre à une petite Mia Rebecca. Il finit la saison 4e mondial.

### 2006-2008: En perte de vitesse

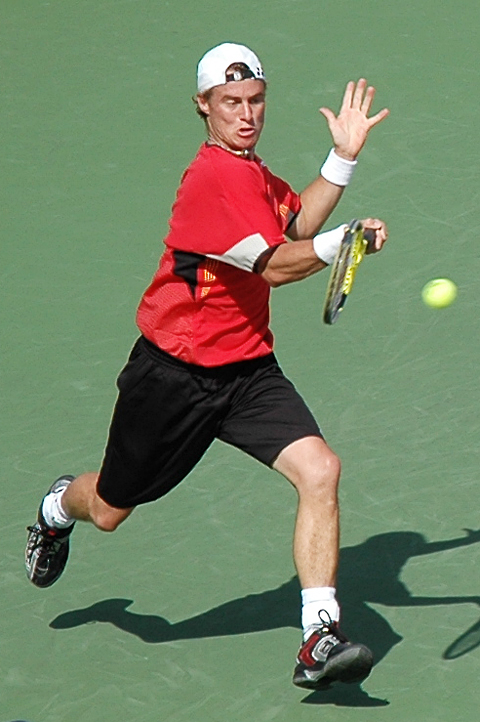
Lleyton Hewitt à l'US Open 2006.

En 2006, une première moitié de saison mitigée fait sortir Lleyton Hewitt du top 10. Il s'incline au 2e tour à Melbourne et en huitième de finale à Roland-Garros. L'été est un peu plus brillant avec une nouvelle victoire au Queen's et des qualifications en quart de finale à Wimbledon et à l'US Open. À la fin de l'année, il est 20e mondial.
En 2007, Hewitt connait un sursaut entre mai et août. Il enchaine les huitièmes de finale à Roland-Garros et à Wimbledon, et deux demi-finales à Hambourg et Cincinnati ; il ne confirme cependant pas en fin d'année et finit la saison à la 21e place mondiale.
Le déclin s'accentue en 2008. Hewitt ne participe qu’à deux Masters Séries, ne dépasse pas le stade des huitièmes de finale en Grand Chelem et ne remporte aucun tournoi pour la première fois depuis 1997. Il finit la saison à la 67e place mondiale, son plus mauvais classement depuis dix ans.

### 2009: L'exploit Wimbledon

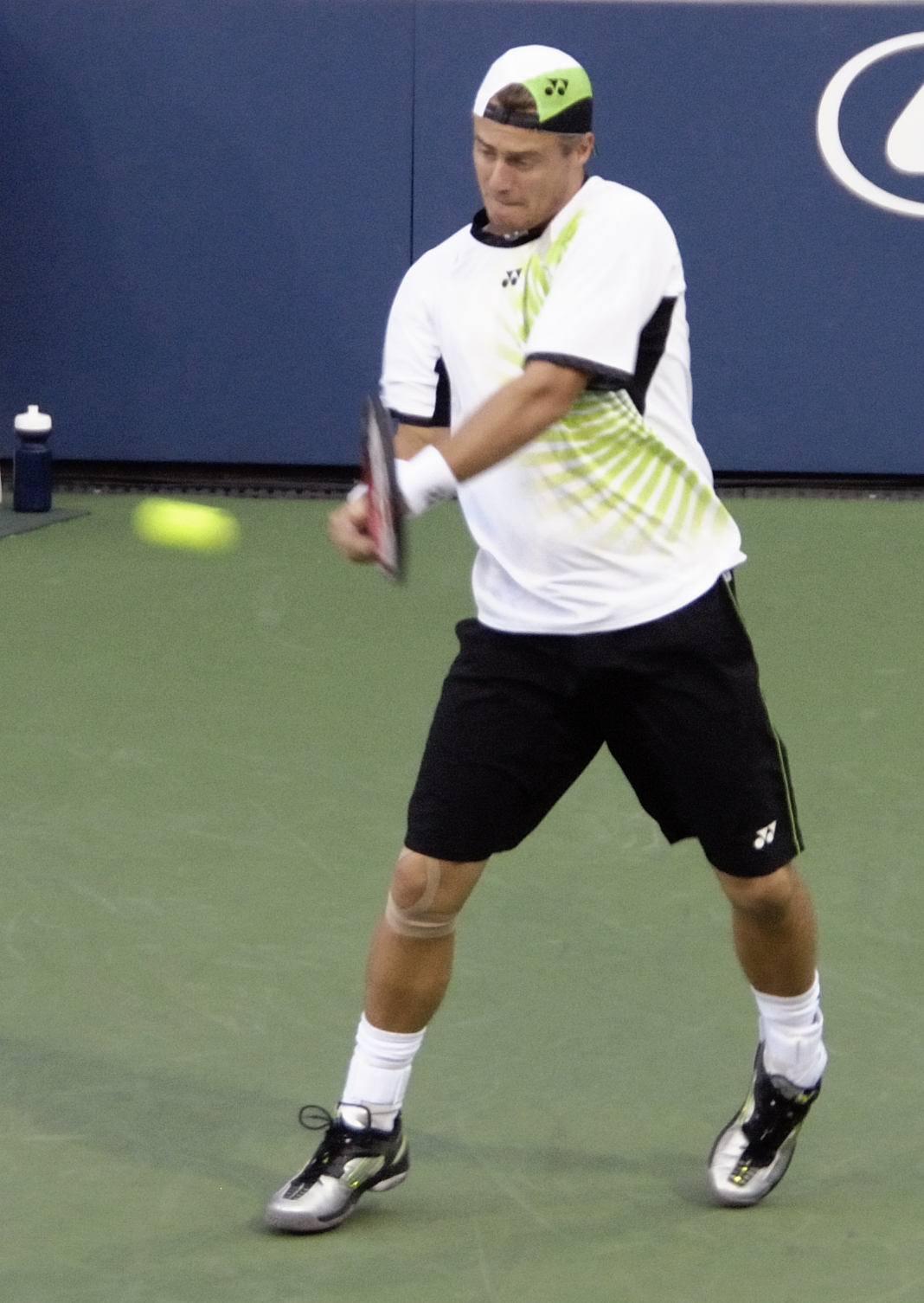
Lleyton Hewitt à l'US Open 2009.

En avril, Lleyton Hewitt remporte à Houston son premier tournoi sur terre battue depuis 1999.
Quand l'Australien arrive à Wimbledon, il pointe à la 56e place mondiale. Au 2e tour, il sort en trois petits sets la tête de série numéro 5 Juan Martín del Potro. En huitièmes de finale, il remonte un déficit de 2 sets à 0 contre Radek Štěpánek (4-6, 2-6, 6-1, 6-2, 6-2) et se qualifie pour son premier quart de finale en Grand Chelem depuis trois ans. Il s'incline alors de justesse face à Andy Roddick (6-3, 610-7, 7-61, 4-6, 6-4).
Avec notamment un quart de finale à Cincinnati, Hewitt est numéro 22 mondial à la fin de la saison.

### 2010-2011: Le déclin
Lleyton Hewitt réalise un petit exploit en 2010 en battant Roger Federer en finale du tournoi de Halle. C'est seulement la deuxième défaite sur gazon du Suisse depuis 2002 et sa première face à l'Australien depuis 2003.
En 2011, Hewitt ne remporte aucun titre et ne passe pas le 2e tour en Grand Chelem. Il plonge en septembre à la 200e place mondiale, son plus mauvais classement depuis janvier 1998. Tout ceci étant expliqué par plusieurs opérations à son pied qui ne lui ont donc permis de jouer seulement 20 matchs sur toute la saison.

### 2012-2013: Le retour

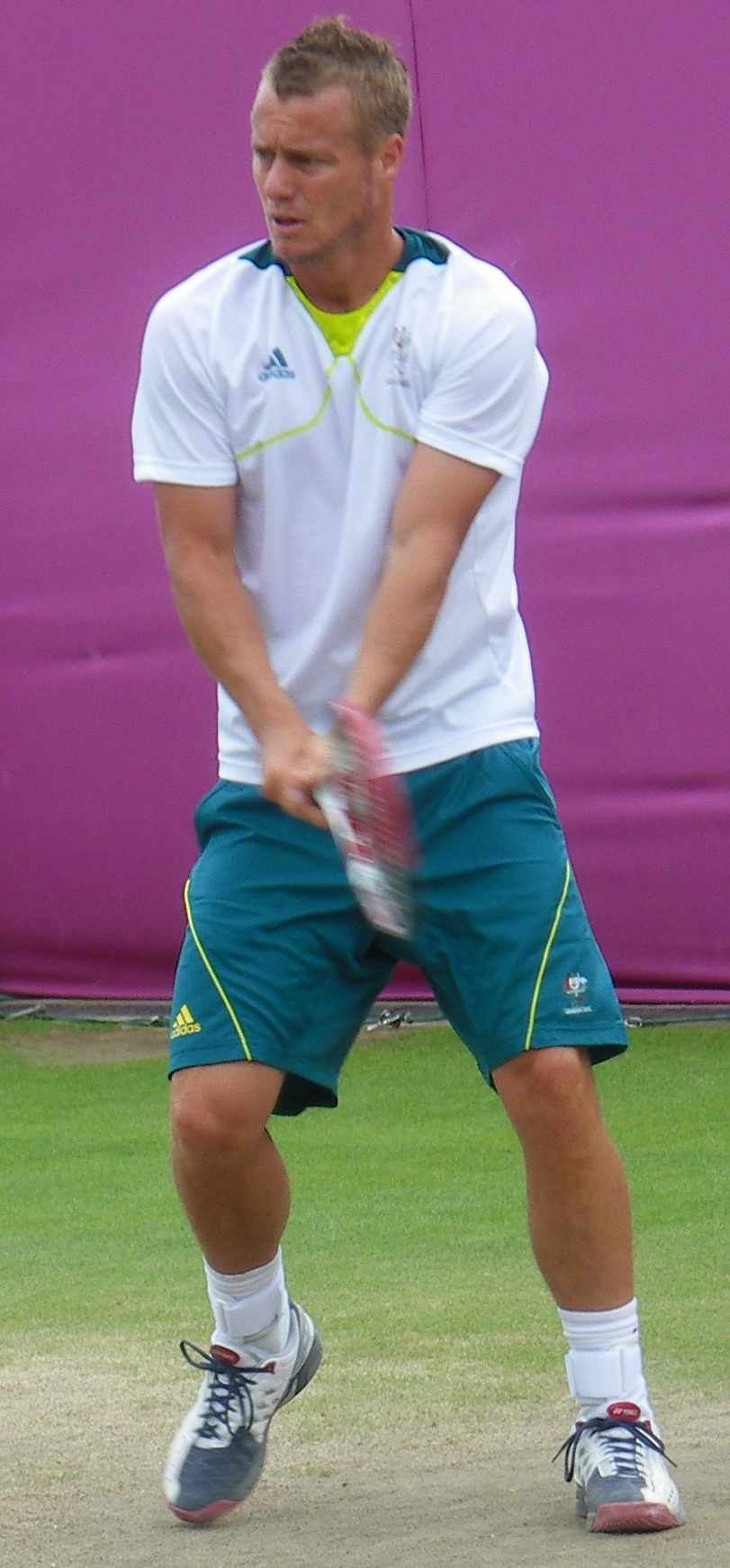
Lleyton Hewitt lors des Jeux olympiques de Londres.

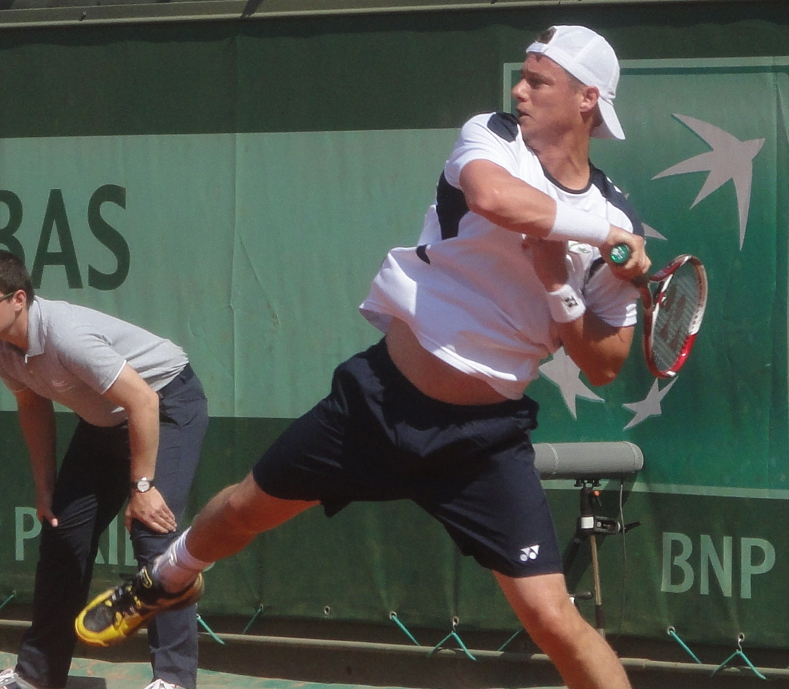
Lleyton Hewitt à Roland-Garros 2012.

Lleyton Hewitt revient à la compétition lors de la Hopman Cup, où il remporte un double avec Jarmila Gajdošová et un simple face à Wu Di (7-5, 6-4), mais perd ses deux autres simples face à Richard Gasquet (2-6, 7-5, 1-6) et Fernando Verdasco (3-6, 6-3, 5-7), tous les deux étant membres du top 20.
Lleyton Hewitt participe ensuite au tournoi de Sydney, où il est battu au premier tour par la tête de série no 5 Viktor Troicki.
Il participe alors à l'Open d'Australie, où il atteint les huitièmes de finale en battant l'espoir allemand Cedrik-Marcel Stebe (7-5, 6-4, 3-6, 7-5), l'ex-numéro 1 mondial Andy Roddick (3-6, 6-3, 6-4 ab.) et le Canadien Milos Raonic (4-6, 6-3, 7-65, 6-3) avant de chuter face au numéro 1 mondial Novak Djokovic au terme d'un très beau match (1-6, 3-6, 6-4, 3-6). Cette performance de l'Australien suscite le respect et l'admiration du public, de la presse ainsi que de Roger Federer et de Rafael Nadal.
Mais il est contraint de se faire une nouvelle fois opérer au pied et d'être forfait jusqu'à l'été. Malgré ça l'Australien s'est déjà engagé au tournoi de Newport qui se déroule en juillet 2012. Finalement, il se remet plus vite de son opération et reprend la compétition avec une wild card à Roland-Garros, où il est éliminé par le Slovaque Blaž Kavčič (62-7, 3-6, 7-64, 3-6) au premier tour.
Il obtient ensuite une wild card pour participer au tournoi du Queen's, où il est aussi éliminé dès le premier tour face à Ivo Karlović, sa bête noire, sur le score de (3-6, 2-6). Lleyton participe ensuite au tournoi de Wimbledon 10 ans après son sacre face à David Nalbandian en 2002 mais il est encore une fois éliminé au premier tour, cette fois-ci contre le no 5 mondial, le Français et demi-finaliste de l'épreuve en 2011 Jo-Wilfried Tsonga (3-6, 4-6, 4-6).
Lleyton reçoit alors la wild card pour participer au tournoi de Newport, où il bat successivement le jeune espoir canadien Vasek Pospisil (6-1, 6-1), l'Américain Tim Smyczek (6-4, 2-6, 6-1), l'Israélien Dudi Sela (6-4, 6-3) et enfin l'imprévisible Rajeev Ram (6-4, 5-7, 6-2), avant de chuter en finale contre le no 1 américain John Isner (61-7, 4-6). Lleyton Hewitt participait à la 43e finale de sa carrière et la première depuis 2 ans et sa victoire contre Roger Federer à l'Open de Halle.
En août, il participe à l'US Open, où il bat au premier tour Tobias Kamke en quatre sets, puis élimine au second tour Gilles Müller en cinq sets accrochés avant de s'incliner contre David Ferrer en quatre sets (69-7, 6-4, 3-6, 0-6). Cette performance lui permet de revenir dans le Top 100 qu'il avait quitté en 2011.
À Shanghai, il est éliminé par Radek Štěpánek (7-5, 6-1). En octobre, il reçoit une wild-card pour l'Open de Stockholm où il parvient à se hisser jusqu'en quart de finale en battant au 1er tour, Kevin Anderson (6-4, 4-6, 6-4), Jarkko Nieminen au 2e tour (7-62, 2-6, 6-4) mais échoue en quart de finale face à Nicolás Almagro (6-1, 6-4).
À l'Open de Valence, il crée l'exploit de battre Juan Mónaco (6-3, 6,4) mais échoue au 2e tour face à Ivan Dodig (6-1, 3-6, 6-2). Malgré une saison qui avait pourtant mal commencé avec une nouvelle opération qui a vu Hewitt rejouer seulement à partir de Roland-Garros. Il termine pour la 13e fois de sa carrière dans le top 100 à la 81e place mondiale.
Lleyton Hewitt commence la saison 2013 par le tournoi de Brisbane où il est éliminé en huitièmes de finale par Denis Istomin (7-5, 7-5). La semaine suivante, il remporte le tournoi exhibition de Kooyong en battant successivement Milos Raonic, Tomáš Berdych puis Juan Martín del Potro. À l'Open d'Australie, Hewitt tombe au 1er tour contre la tête de série no 8, Janko Tipsarević (64-7, 5-7, 3-6). Il participe ensuite à la Coupe Davis contre Taïwan où il rapporte deux points à l'Australie.
Lors de la tournée nord-américaine, Hewitt atteint deux fois les huitièmes de finale, à San José, battu par Sam Querrey, et à Memphis, battu par Denis Istomin. À San José, il atteint également la finale en double avec son compatriote Marinko Matosevic.
Sur terre battue, il est éliminé trois fois au 1er tour, au tournoi de Houston par Martín Alund, puis à Nice et enfin à Roland-Garros en 5 sets par le Français Gilles Simon.
Le début de la saison sur gazon est plus réjouissant avec une demi-finale au tournoi du Queen's après avoir écarté Juan Martín del Potro en quart. Au premier tour à Wimbledon, il bat le 10e mondial Stanislas Wawrinka, mais il s'incline au 2e tour face à Dustin Brown. Il enchaine avec une finale à Newport qu'il perd face à Nicolas Mahut.
La seconde tournée américaine le voit atteindre les demi-finales à Atlanta et les huitièmes de finale à l'US Open après avoir à nouveau battu Juan Martín del Potro, 6e tête de série, au second tour.
Il termine la saison à la 61e place mondiale après avoir joué 18 tournois et atteint une finale en simple et une en double.

### 2014:600evictoireet30etitreATP en simple
Lleyton Hewitt commence sa saison en remportant l'Open de Brisbane le 5 janvier 2014. En finale, il bat Roger Federer (6-1, 4-6, 6-3). Une semaine plus tard, dans un match d'exhibition à Kooyong, il s'impose face à Andy Murray (7-6, 7-6). À l'Open d'Australie, il perd au premier tour dans un match serré face à Andreas Seppi (64-7, 3-6, 7-5, 7-5, 5-7).
Il s'incline au 2e tour des tournois de Delray Beach (abandon à la suite d'une blessure à l'épaule), Indian Wells, Miami et Houston mais décroche sa 600e victoire en carrière sur le circuit ATP en Floride.
La saison sur terre battue est compliquée avec une défaite au premier tour à Munich, Madrid et Roland-Garros.

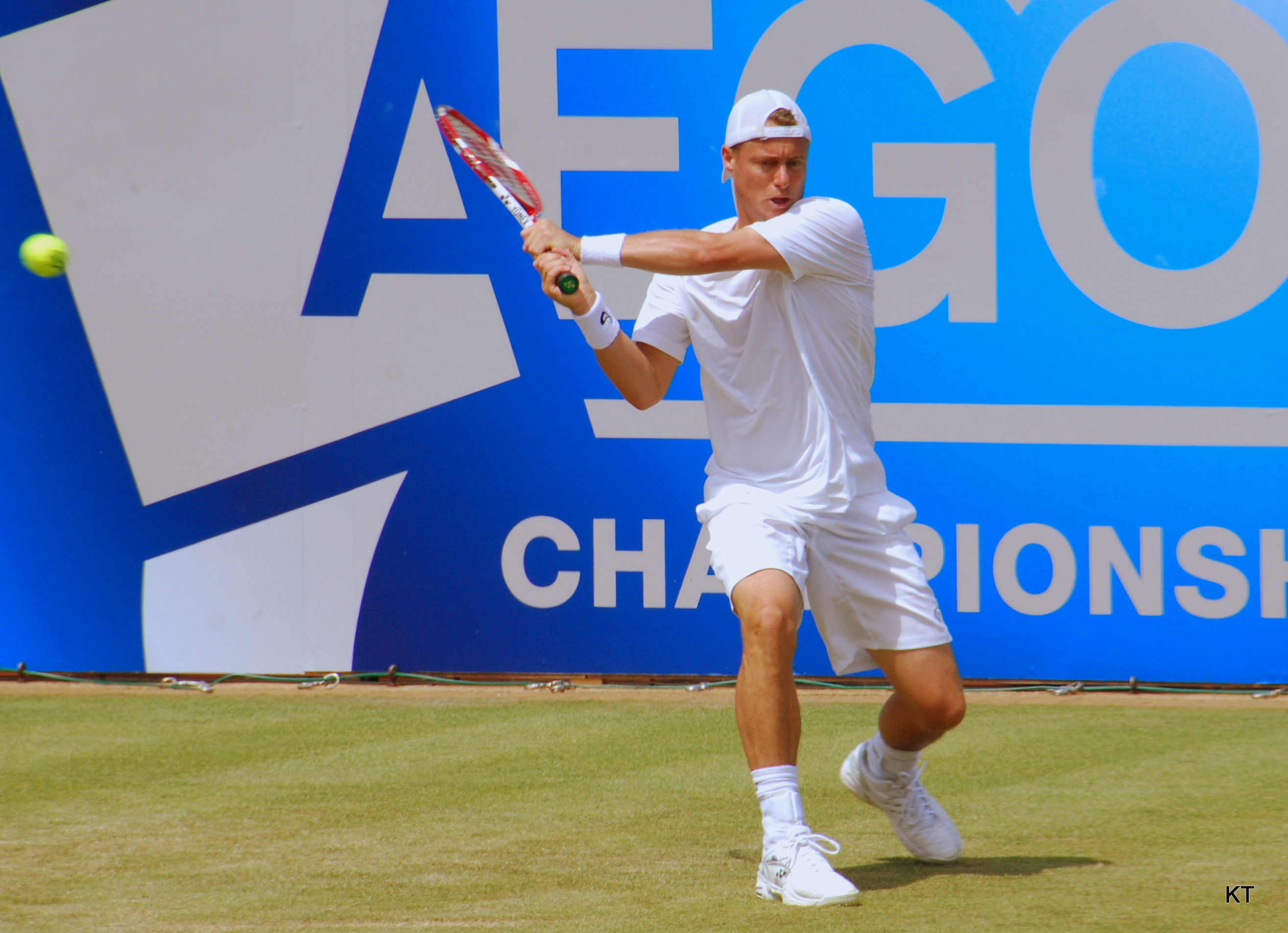
Lleyton Hewitt au Queen's 2014.

Sa saison sur herbe est également difficile, avec une défaite au deuxième tour des tournois du Queen's face à l'Espagnol Feliciano López (finaliste au Queen's et vainqueur la semaine suivante à Eastbourne) et de Wimbledon face au Polonais Jerzy Janowicz (tête de série no 15) sur le score serré de 7-5, 6-4, 67-7, 4-6, 6-3.
Toutefois, alors qu'il dispute le dernier tournoi sur herbe de la saison, à Newport, il remporte son deuxième tournoi ATP de la saison en battant en finale Ivo Karlović (tête de série no 2) sur le score de 6-3, 64-7, 7-63. Cela porte à trente le nombre de tournois ATP qu'il a remportés depuis le début de sa carrière. Il s'impose dans ce même tournoi en double en compagnie de son compatriote Chris Guccione.
La seconde tournée américaine est peu prolifique avec une défaite au deuxième tour à Cincinnati et au premier tour à Toronto et à l'US Open.
Il termine sa saison en septembre lors de la rencontre de barrage de Coupe Davis qu'il remporte face au Kazakhstan grâce à une victoire en simple et une en double.
Il termine la saison à la 50e place mondiale, avec un bilan de deux titres en simple cette année.

### 2015-2016: Fin de carrière
Il commence la saison 2015 par la défense de son titre à l'Open de Brisbane, mais perd sèchement dès le 1er tour contre son compatriote Sam Groth (6-3, 6-2).
Hewitt participe à une exhibition avec Roger Federer à Sydney, où il teste le nouveau format « fast4tennis ». Finalement, Federer s'impose 4-33, 2-4, 33-4, 4-0, 4-2.
Lors de l'Open d'Australie, Hewitt joue le 19e Open d'Australie de sa carrière (d'affilée), un record dans l'histoire du tournoi. Il gagne son premier tour contre le Chinois Zhang Ze (6-3, 1-6, 6-0, 6-4). Au deuxième tour, il affronte l'Allemand Benjamin Becker. Il mène 2 sets à zéro (6-2, 6-1) avant de perdre le fil du match et de perdre les 3 sets suivants (6-3, 6-4, 6-2) et donc le match pour son 55e match en Grand Chelem en 5 sets.
Fin janvier, il annonce vouloir prendre sa retraite en 2016 juste après l'Open d'Australie, synonyme de 20e participation d'affilée dans ce Grand Chelem. Il veut également disputer une dernière campagne de Coupe Davis en tant que joueur avant de devenir par la suite entraîneur de l'équipe d'Australie. Ce poste vient d'être libéré par Patrick Rafter qui a laissé sa place à Wally Masur en attendant. Pour cette année 2015, les objectifs de Lleyton Hewitt sont la Coupe Davis et la saison sur herbe,.
Hewitt avait l’opportunité de devenir le septième homme à effectuer l'exploit de totaliser au moins 100 victoires sur chacune des surfaces lors du Tournoi de Houston, y bénéficiant d'une wild card et où il lui manque encore deux victoires sur terre battue. Cependant, alors qu'il menait 6-4, 5-4 service à suivre et qu'il a eu une balle de match, il finit par perdre la rencontre contre le Japonais Go Soeda 7-63, 6-3 dans les 2 derniers sets pour deux heures et trente-cinq minutes de jeu. Redescendu à la 109e place mondiale cette semaine, il continue de gérer sa fin de carrière. Le 5 mai, son manager David Drysdale annonce que Hewitt fera l'impasse sur Roland-Garros pour se concentrer sur Wimbledon.
Il reçoit une wild card pour disputer l'US Open, et affronte au premier tour Aleksandr Nedovyesov, le battant sur abandon (6-0, 7-62, 1-0 ab.). Au deuxième tour, il fait face à son compatriote Bernard Tomic de 12 ans son cadet. Il joue à un super niveau. Mené deux manches à rien, il réagit pour égaliser et même mener 5-4 service à suivre dans la cinquième manche (et a eu 3 balles de match à 5-3 service adverse). Cependant il perd au bout de plus de trois heures et demie de jeu (6-3, 6-2, 3-6, 5-7, 7-5).
Début 2016, il participe à la Hopman Cup avec Jarmila Gajdošová. Il perd son premier match contre Jiří Veselý puis bat Jack Sock et finalement s'incline contre Alexandr Dolgopolov. Il participe ensuite à l'Open d'Australie, ayant annoncé qu'il prendrait sa retraite après le tournoi. Il bat au premier tour son compatriote James Duckworth en trois manches puis s'incline contre la 8e tête de série David Ferrer (6-2, 6-4, 6-4) et met ainsi fin à 20 ans de carrière,,. Malgré sa retraite, il dispute en mars un double en Coupe Davis. Hewitt fait de nouveau une pause de sa retraite sportive pour accepter une invitation pour participer au double messieurs de Wimbledon. Il jouera accompagné de son compatriote australien Jordan Thompson.

### 2018: retour partiel sur le circuit en double
Lors de la saison 2018, Lleyton Hewitt dispute plusieurs tournois en double en s'associant à plusieurs compatriotes. En janvier, après une défaite au premier tour de Brisbane avec Jordan Thompson, il fait équipe avec Sam Groth à l'Open d'Australie, où les deux hommes enchaînent trois victoires et atteignent ainsi les quarts-de-finale. En avril, il joue avec Alex De Minaur à Estoril, où la paire passe un tour. En juin, pour la saison sur gazon, il atteint les demi-finales du Challenger de Surbiton avec Alex Bolt, puis s'incline au premier tour à Bois-le-Duc avec le même partenaire. Au Queen's, aux côtés de Nick Kyrgios, il passe un tour face à Nicolas Mahut et Pierre-Hugues Herbert, têtes de série no 3.

### Coupe Davis
Lleyton Hewitt est l'un des principaux artisans de la domination de l'Australie dans la compétition entre 1999 et 2003.
Il remporte sa première Coupe Davis en 1999 sans avoir véritablement joué un rôle clé. En 2000, lors de la finale en Espagne, il cède la victoire en s'inclinant face à Juan Carlos Ferrero (6-2, 7-65, 4-6, 6-4). En 2001, il perd à la surprise générale devant son public face à Nicolas Escudé en 5 sets. L'Australie s'incline malgré la victoire de Hewitt contre Sébastien Grosjean (6-3, 6-2, 6-3).
C'est en 2003 qu’il réalise sa meilleure saison, malgré ses difficultés au même moment sur le circuit ATP. En demi-finale, il apporte le point décisif en remontant un déficit de 2 sets à 0 face à sa future bête noire Roger Federer (5-7, 2-6, 7-64, 7-5, 6-1). En finale, il prend sa revanche sur Juan Carlos Ferrero à Melbourne (3-6, 6-3, 3-6, 7-60, 6-2), apportant ainsi la victoire à l'Australie.
En 2005, en quart de finale, il perd son match décisif contre David Nalbandian (6-2, 6-4, 6-4). En 2006, il ne joue pas un rôle clé mais atteint les demi-finales. De 2008 à 2013, l'Australie évolue en dehors du groupe mondial mais renaît de ses cendres à partir de 2014 où Lleyton avec l'aide de la nouvelle génération a pu ramener l'équipe d'Australie dans le groupe mondial.
Lors de la campagne 2015, il fait partie de l'équipe australienne qui joue en quart de finale face au Kazakhstan. Alors qu'ils sont menés 2 à 0 après la première journée à la suite des défaites de Nick Kyrgios et Thanasi Kokkinakis, Hewitt éclipse la nouvelle génération à 34 ans. Le samedi, associé avec Sam Groth en double, ils battent la paire Andrey Golubev - Aleksandr Nedovyesov (6-4, 7-64, 6-2) redonnant espoir à l'Australie. Le dernier jour, Groth égalise et Lleyton est choisi pour jouer le cinquième match décisif. Il affronte Aleksandr Nedovyesov et le bat (7-62, 6-2, 6-3) en moins de deux heures de jeu, permettant à l'Australie de se qualifier pour les demi-finales, une première depuis 2006.
Après sa carrière de joueur, il devient, en mars 2016, capitaine de l'équipe. Pour le premier tour de cette édition de la Coupe Davis, Hewitt joue le double avec John Peers contre les États-Unis, match perdu en 5 sets contre Mike Bryan et Bob Bryan. Le précédent capitaine-joueur australien était Norman Brookes en 1919. L'Australie est éliminée sur le score de 3 à 1.

## Analyse technique
Lleyton Hewitt est considéré comme l'un des joueurs les plus brillants de l'ère open, capable de tous les coups du tennis, se distinguant également des autres joueurs par son mental exceptionnel, servant notamment de modèle à des joueurs comme Rafael Nadal ou David Ferrer.
Joueur très technique en fond de court, c'est un joueur qui rentre dans la catégorie des contreurs, il base son tennis sur un jeu très solide avec une précision extraordinaire, capable de toucher n'importe quel angle depuis n'importe quelle position sur le court, en touchant souvent les lignes avec un taux d'erreurs très bas. Sa prise de balle très précoce, alliée à sa précision remarquable, impose un rythme très difficile à suivre pour l'adversaire. D'autant plus que son excellent jeu de jambes lui permet de chercher des balles "inaccessibles" et de ne pas craindre les longs rallyes. Son revers est souvent considéré comme l'un des meilleurs du circuit, très précis, varié et "insubmersible".
De plus l'Australien est très bon au filet ce qui lui permet de conclure le point rapidement et facilement s'il se sent menacé en fond de court.
Souvent considéré comme le meilleur retourneur de sa génération, il prend parfois très facilement le dessus sur les secondes balles de l'adversaire, tout en étant redoutable sur les premières balles. Il est d'ailleurs l'un des rares joueurs à avoir un bilan positif face au grand serveur Pete Sampras. Ce même Pete Sampras l'avait considéré un jour comme le meilleur relanceur du circuit devant Andre Agassi et avait dit de lui qu'il était à l'aube d'une très très grande carrière. C'est également l'un des meilleurs passeurs connus, car doté d'un très bon passing-shot et possédant des lobs de grande qualité. Enfin, il est jugé comme l'un des joueurs les plus endurants du circuit et sa vision du jeu est exceptionnelle.
Tout juste peut-on émettre quelques réserves sur son coup droit et son service, par leur manque de puissance. Mais son coup droit est aussi très précis et extrêmement solide. Son service est lui aussi d'une précision redoutable. Comme le reste de la génération dorée né dans le début des années 1980, il a souffert de la domination de Roger Federer.
Ses surfaces favorites sont l'ancien gazon et le dur. Ce qui explique son sacre à l'US Open de tennis 2001 (surface dure) et son sacre au Tournoi de Wimbledon 2002 (gazon) ainsi que ses Masters remportés en 2001 et 2002 à Sydney et Shanghai (tous les deux étant sur surface dure).

## Palmarès et records
| Année            | 1997 | 1998 | 1999 | 2000 | 2001 | 2002 | 2003 | 2004 | 2005 | 2006 | 2007 | 2008 | 2009 | 2010 | 2011 | 2012 | 2013 | 2014 | 2015 | 2016 |
| ---------------- | ---- | ---- | ---- | ---- | ---- | ---- | ---- | ---- | ---- | ---- | ---- | ---- | ---- | ---- | ---- | ---- | ---- | ---- | ---- | ---- |
| Open d'Australie | 1T   | 1T   | 2T   | 1/8  | 3T   | 1T   | 1/8  | 1/8  | F    | 2T   | 3T   | 1/8  | 1T   | 1/8  | 1T   | 1/8  | 1T   | 1T   | 2T   | 2T   |
| Roland-Garros    | NQ   | NQ   | 1T   | 1/8  | 1/4  | 1/8  | 3T   | 1/4  | A    | 1/8  | 1/8  | 3T   | 3T   | 3T   | A    | 1T   | 1T   | 1T   | A    |      |
| Wimbledon        | NQ   | NQ   | 3T   | 1T   | 1/8  | V    | 1T   | 1/4  | 1/2  | 1/4  | 1/8  | 1/8  | 1/4  | 1/8  | 2T   | 1T   | 2T   | 2T   | 1T   |      |
| US Open          | NQ   | NQ   | 3T   | 1/2  | V    | 1/2  | 1/4  | F    | 1/2  | 1/4  | 2T   | A    | 3T   | 1T   | A    | 3T   | 1/8  | 1T   | 2T   |      |
| Masters Cup      | NQ   | NQ   | NQ   | RR   | V    | V    | NQ   | F    | Fft  | NQ   | NQ   | NQ   | NQ   | NQ   | NQ   | NQ   | NQ   | NQ   | NQ   |      |
| JO               | -    | -    | -    | 1T   | -    | -    | -    | A    | -    | -    | -    | 2T   | -    | -    | -    | 3T   | -    | -    | -    |      |

### Dans les tournois duGrand Chelem

#### Victoires (2)
| Année | Tournoi   | Adversaire en finale | Score          |
| 2001  | US Open   | Pete Sampras         | 7-64, 6-1, 6-1 |
| 2002  | Wimbledon | David Nalbandian     | 6-1, 6-3, 6-2  |

#### Finales (2)
| Année | Tournoi          | Adversaire en finale | Score              |
| 2004  | US Open          | Roger Federer        | 0-6, 63-7, 0-6     |
| 2005  | Open d'Australie | Marat Safin          | 6-1, 3-6, 4-6, 4-6 |

Masters :
2001: vainqueur. 
2002: vainqueur. 

## Parcours dans les tournois duGrand Chelem

### En simple
| Année | Open d'Australie | Open d'Australie | Internationaux de France | Internationaux de France | Wimbledon       | Wimbledon        | US Open         | US Open         |
| ----- | ---------------- | ---------------- | ------------------------ | ------------------------ | --------------- | ---------------- | --------------- | --------------- |
| 1997  | 1er tour (1/64)  | Sergi Bruguera   | —                        | —                        | —               | —                | —               | —               |
| 1998  | 1er tour (1/64)  | Daniel Vacek     | Q1                       | Pepe Imaz                | Q1              | Nicklas Kulti    | Q2              | Stéphane Huet   |
| 1999  | 2e tour (1/32)   | Tommy Haas       | 1er tour (1/64)          | Martín Rodríguez         | 3e tour (1/16)  | Boris Becker     | 3e tour (1/16)  | Andreï Medvedev |
| 2000  | 1/8 de finale    | Magnus Norman    | 1/8 de finale            | Albert Costa             | 1er tour (1/64) | J.-M. Gambill    | 1/2 finale      | Pete Sampras    |
| 2001  | 3e tour (1/16)   | Carlos Moyà      | 1/4 de finale            | J. C. Ferrero            | 1/8 de finale   | Nicolas Escudé   | Victoire        | Pete Sampras    |
| 2002  | 1er tour (1/64)  | Alberto Martín   | 1/8 de finale            | Guillermo Cañas          | Victoire        | David Nalbandian | 1/2 finale      | Andre Agassi    |
| 2003  | 1/8 de finale    | Y. El Aynaoui    | 3e tour (1/16)           | Tommy Robredo            | 1er tour (1/64) | Ivo Karlović     | 1/4 de finale   | J. C. Ferrero   |
| 2004  | 1/8 de finale    | Roger Federer    | 1/4 de finale            | Gastón Gaudio            | 1/4 de finale   | Roger Federer    | Finale          | Roger Federer   |
| 2005  | Finale           | Marat Safin      | —                        | —                        | 1/2 finale      | Roger Federer    | 1/2 finale      | Roger Federer   |
| 2006  | 2e tour (1/32)   | J. I. Chela      | 1/8 de finale            | Rafael Nadal             | 1/4 de finale   | Márcos Baghdatís | 1/4 de finale   | Andy Roddick    |
| 2007  | 3e tour (1/16)   | F. González      | 1/8 de finale            | Rafael Nadal             | 1/8 de finale   | Novak Djokovic   | 2e tour (1/32)  | Agustín Calleri |
| 2008  | 1/8 de finale    | Novak Djokovic   | 3e tour (1/16)           | David Ferrer             | 1/8 de finale   | Roger Federer    | —               | —               |
| 2009  | 1er tour (1/64)  | F. González      | 3e tour (1/16)           | Rafael Nadal             | 1/4 de finale   | Andy Roddick     | 3e tour (1/16)  | Roger Federer   |
| 2010  | 1/8 de finale    | Roger Federer    | 3e tour (1/16)           | Rafael Nadal             | 1/8 de finale   | Novak Djokovic   | 1er tour (1/64) | P.-H. Mathieu   |
| 2011  | 1er tour (1/64)  | David Nalbandian | —                        | —                        | 2e tour (1/32)  | Robin Söderling  | —               | —               |
| 2012  | 1/8 de finale    | Novak Djokovic   | 1er tour (1/64)          | Blaž Kavčič              | 1er tour (1/64) | J.-W. Tsonga     | 3e tour (1/16)  | David Ferrer    |
| 2013  | 1er tour (1/64)  | Janko Tipsarević | 1er tour (1/64)          | Gilles Simon             | 2e tour (1/32)  | Dustin Brown     | 1/8 de finale   | Mikhail Youzhny |
| 2014  | 1er tour (1/64)  | Andreas Seppi    | 1er tour (1/64)          | Carlos Berlocq           | 2e tour (1/32)  | Jerzy Janowicz   | 1er tour (1/64) | Tomáš Berdych   |
| 2015  | 2e tour (1/32)   | Benjamin Becker  | —                        | —                        | 1er tour (1/64) | Jarkko Nieminen  | 2e tour (1/32)  | Bernard Tomic   |
| 2016  | 2e tour (1/32)   | David Ferrer     | —                        | —                        | —               | —                | —               | —               |

N.B. : à droite du résultat se trouve le nom de l'ultime adversaire.

### En double
| Année | Open d'Australie                                                                           | Open d'Australie                                                                       | Internationaux de France                                                              | Internationaux de France                                                                | Wimbledon                                                                           | Wimbledon              | US Open | US Open |
| ----- | ------------------------------------------------------------------------------------------ | -------------------------------------------------------------------------------------- | ------------------------------------------------------------------------------------- | --------------------------------------------------------------------------------------- | ----------------------------------------------------------------------------------- | ---------------------- | ------- | ------- |
| 1998  | 1/8 de finale Luke Smith \|\| style="text-align:left;" \| M. Bhupathi Leander Paes         | —                                                                                      | —                                                                                     | —                                                                                       | —                                                                                   | —                      | —       |         |
| 1999  | 2e tour (1/16) Scott Draper \|\| style="text-align:left;" \| T. Woodbridge M. Woodforde    | —                                                                                      | —                                                                                     | 1/8 de finale R. Federer \|\| style="text-align:left;" \| J. Björkman P. Rafter         | —                                                                                   | —                      |         |         |
| 2000  | 1/8 de finale S. Stolle \|\| style="text-align:left;" \| W. Black A. Kratzmann             | 2e tour (1/16) P. Rafter \|\| style="text-align:left;" \| Piet Norval K. Ullyett       | —                                                                                     | —                                                                                       | Victoire Max Mirnyi                                                                 | E. Ferreira Rick Leach |         |         |
| 2006  | —                                                                                          | —                                                                                      | 1er tour (1/32) W. Arthurs \|\| style="text-align:left;" \| M. Llodra O. Rochus       | —                                                                                       | —                                                                                   | —                      | —       |         |
| 2008  | —                                                                                          | —                                                                                      | 1er tour (1/32) C. Guccione \|\| style="text-align:left;" \| M. Granollers S. Ventura | —                                                                                       | —                                                                                   | —                      | —       |         |
| 2011  | —                                                                                          | —                                                                                      | —                                                                                     | —                                                                                       | 1er tour (1/32) Peter Luczak \|\| style="text-align:left;" \| M. Bachinger F. Moser | —                      | —       |         |
| 2012  | 2e tour (1/16) Peter Luczak \|\| style="text-align:left;" \| Bob Bryan Mike Bryan          | —                                                                                      | —                                                                                     | 1/8 de finale C. Guccione \|\| style="text-align:left;" \| Scott Lipsky Rajeev Ram      | —                                                                                   | —                      |         |         |
| 2013  | —                                                                                          | —                                                                                      | —                                                                                     | —                                                                                       | 1er tour (1/32) M. Knowles \|\| style="text-align:left;" \| J. Delgado M. Ebden     | —                      | —       |         |
| 2014  | 1er tour (1/32) P. Rafter \|\| style="text-align:left;" \| Eric Butorac Raven Klaasen      | 1er tour (1/32) C. Guccione \|\| style="text-align:left;" \| Łukasz Kubot R. Lindstedt | 1/8 de finale C. Guccione \|\| style="text-align:left;" \| J. Knowle M. Melo          | —                                                                                       | —                                                                                   |                        |         |         |
| 2015  | 2e tour (1/16) C. Guccione \|\| style="text-align:left;" \| J.-J. Rojer Horia Tecău        | —                                                                                      | —                                                                                     | 1/8 de finale T. Kokkinakis \|\| style="text-align:left;" \| J.-J. Rojer Horia Tecău    | 2e tour (1/16) Sam Groth \|\| style="text-align:left;" \| Colin Fleming T. C. Huey  |                        |         |         |
| 2016  | 1/8 de finale Sam Groth \|\| style="text-align:left;" \| V. Pospisil Jack Sock             | —                                                                                      | —                                                                                     | 2e tour (1/16) J. Thompson \|\| style="text-align:left;" \| V. Pospisil Jack Sock       | —                                                                                   | —                      |         |         |
| 2018  | 1/4 de finale Sam Groth \|\| style="text-align:left;" \| J. S. Cabal Robert Farah          | —                                                                                      | —                                                                                     | 1er tour (1/32) Alex Bolt \|\| style="text-align:left;" \| Raven Klaasen Michael Venus  | —                                                                                   | —                      |         |         |
| 2019  | 1er tour (1/32) J.-P. Smith \|\| style="text-align:left;" \| Marcus Daniell Wesley Koolhof | —                                                                                      | —                                                                                     | 2e tour (1/16) J. Thompson \|\| style="text-align:left;" \| Raven Klaasen Michael Venus | —                                                                                   | —                      |         |         |
| 2020  | 1er tour (1/32) J. Thompson \|\| style="text-align:left;" \| Nam Ji-sung Song Min-kyu      | —                                                                                      | —                                                                                     | Annulé                                                                                  | Annulé                                                                              | —                      | —       |         |

N.B. : le nom du partenaire se trouve sous le résultat ; les noms des ultimes adversaires se trouvent à droite.

### En double mixte
N.B. : le nom de la partenaire se trouve sous le résultat ; les noms des ultimes adversaires se trouvent à droite.

## Parcours dans lesMasters 1000
| Année | Indian Wells          | Miami                    | Monte-Carlo                | Rome                      | Hambourg puis Madrid      | Canada                   | Cincinnati               | Stuttgart puis Shanghai | Paris                    |
| ----- | --------------------- | ------------------------ | -------------------------- | ------------------------- | ------------------------- | ------------------------ | ------------------------ | ----------------------- | ------------------------ |
| 1998  | 1er tour H. Dreekmann | 1er tour N. Escudé       | —                          | —                         | —                         | —                        | —                        | —                       | —                        |
| 1999  | 2e tour K. Kučera     | 2e tour M. Philippoussis | —                          | —                         | —                         | —                        | —                        | 1er tour M. Safin       | 1/8 de finale C. Pioline |
| 2000  | 2e tour B. Black      | 1/2 finale P. Sampras    | —                          | 1/2 finale M. Norman      | 2e tour M. Zabaleta       | 2e tour S. Grosjean      | 1er tour F. Santoro      | Finale W. Ferreira      | —                        |
| 2001  | 1/2 finale A. Agassi  | 1/2 finale J.-M. Gambill | —                          | 1/8 de finale À. Corretja | 1/2 finale A. Portas      | 2e tour H. Arazi         | 1/2 finale P. Rafter     | 1/2 finale T. Haas      | 2e tour N. Lapentti      |
| 2002  | Victoire T. Henman    | 1/2 finale R. Federer    | 1er tour C. Moyà           | 2e tour C. Moyà           | 1/4 de finale M. Safin    | 1er tour F. Mantilla     | Finale C. Moyà           | —                       | Finale M. Safin          |
| 2003  | Victoire G. Kuerten   | 2e tour F. Clavet        | —                          | —                         | 1/8 de finale F. González | 2e tour M. Mirnyi        | 1er tour X. Malisse      | —                       | —                        |
| 2004  | 3e tour J. I. Chela   | 3e tour A. Pavel         | 1/8 de finale R. Schüttler | 2e tour A. Pavel          | 1/2 finale R. Federer     | 1/8 de finale F. Santoro | Finale A. Agassi         | —                       | 1/4 de finale M. Safin   |
| 2005  | Finale R. Federer     | —                        | —                          | —                         | —                         | 1er tour F. Serra        | 1/2 finale A. Roddick    | —                       | —                        |
| 2006  | 3e tour T. Berdych    | 2e tour T. Henman        | —                          | —                         | —                         | 2e tour T. Johansson     | —                        | —                       | —                        |
| 2007  | 2e tour J. Tipsarević | —                        | —                          | 1er tour Ó. Hernández     | 1/2 finale R. Nadal       | 1/4 de finale R. Federer | 1/2 finale R. Federer    | —                       | —                        |
| 2008  | 1/8 de finale M. Fish | 2e tour J. Acasuso       | —                          | —                         | —                         | —                        | —                        | —                       | —                        |
| 2009  | 2e tour F. González   | 2e tour G. Simon         | 1er tour M. Safin          | —                         | —                         | 1er tour J. C. Ferrero   | 1/4 de finale R. Federer | 2e tour G. Monfils      | —                        |
| 2010  | —                     | —                        | —                          | 2e tour G. García-López   | —                         | —                        | 2e tour R. Söderling     | —                       | —                        |
| 2011  | 1er tour Lu Y-h.      | —                        | —                          | —                         | —                         | —                        | —                        | —                       | —                        |
| 2012  | —                     | —                        | —                          | —                         | —                         | —                        | 2e tour V. Troicki       | 1er tour R. Štěpánek    | —                        |
| 2013  | 3e tour S. Wawrinka   | 2e tour G. Simon         | —                          | —                         | —                         | —                        | —                        | 1er tour A. Seppi       | —                        |
| 2014  | 2e tour K. Anderson   | 2e tour R. Nadal         | —                          | —                         | 1er tour S. Giraldo       | 1er tour J. Benneteau    | 2e tour F. Fognini       | —                       | —                        |
| 2015  | —                     | 1er tour T. Bellucci     | —                          | —                         | —                         | —                        | —                        | —                       | —                        |

N.B. : sous le résultat se trouve le nom de l’ultime adversaire.

## Classement ATP en fin de saison
| Année | 1998 | 1999 | 2000 | 2001 | 2002 | 2003 | 2004 | 2005 | 2006 | 2007 | 2008 | 2009 | 2010 | 2011 | 2012 | 2013 | 2014 | 2015 | 2016 |
| Rang  | 100  | 25   | 7    | 1    | 1    | 17   | 3    | 4    | 20   | 21   | 67   | 22   | 54   | 186  | 83   | 60   | 50   | 307  | 633  |